# Zöllner (cráter)

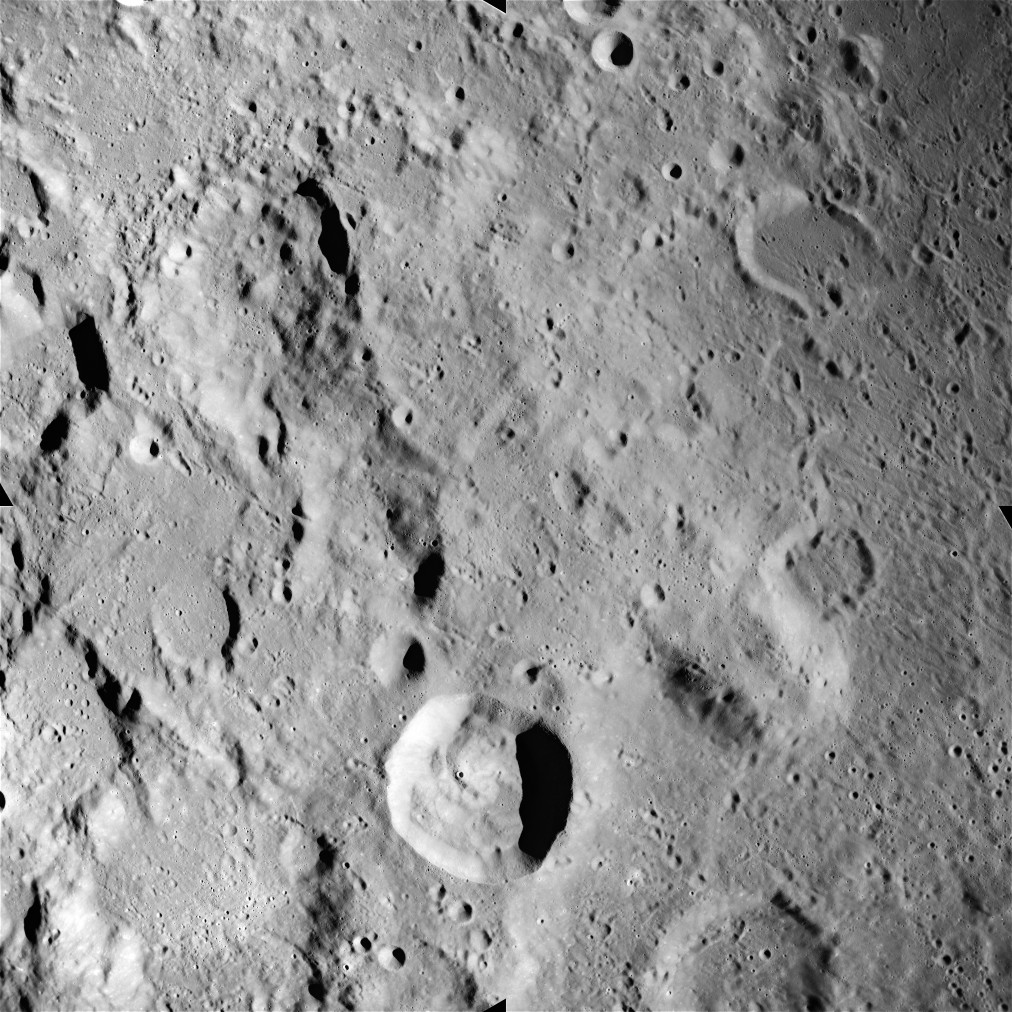
Zöllner (arriba izquierda) y Kant. Fotografía de la misión Apolo 16

Zöllner es un cráter de impacto lunar ubicado al oeste del Sinus Asperitatis. Al norte se halla el cráter más pequeño Alfraganus y al noroeste se encuentra Taylor, de forma ovalada. Al sureste de Zöllner aparece el cráter más pequeño Kant.
El borde de Zöllner forma un óvalo irregular, siendo la formación más larga en dirección norte-sur. La pared, de escasa altura, aparece desgastada, con una depresión distorsionada similar a un cráter unida al sureste del borde. La pequeña plataforma interior todavía conserva un pico central.
El lugar de aterrizaje del Apolo 16 se encuentra a unos 80 kilómetros al oeste-suroeste del borde del cráter.

## Cráteres satélite
Por convención estos elementos son identificados en los mapas lunares poniendo la letra en el lado del punto medio del cráter que está más cercano a Zöllner.
|         | \| Zöllner \| Coordenadas \| Diámetro \| \| ------- \| --------------------------- \| -------- \| \| A \| 7°06′S 21°30′E / -7.1, 21.5 \| 7 km \| \| D \| 8°18′S 17°42′E / -8.3, 17.7 \| 24 km \| \| E \| 8°54′S 18°18′E / -8.9, 18.3 \| 6 km \| \| F \| 7°30′S 21°54′E / -7.5, 21.9 \| 25 km \| \| G \| 7°18′S 20°48′E / -7.3, 20.8 \| 10 km \| \| H \| 7°06′S 19°12′E / -7.1, 19.2 \| 8 km \| \| J \| 6°12′S 20°42′E / -6.2, 20.7 \| 11 km \| \| K \| 6°30′S 20°48′E / -6.5, 20.8 \| 7 km \| |          |
| Zöllner | Coordenadas | Diámetro |
| A       | 7°06′S 21°30′E / -7.1, 21.5 | 7 km     |
| D       | 8°18′S 17°42′E / -8.3, 17.7 | 24 km    |
| E       | 8°54′S 18°18′E / -8.9, 18.3 | 6 km     |
| F       | 7°30′S 21°54′E / -7.5, 21.9 | 25 km    |
| G       | 7°18′S 20°48′E / -7.3, 20.8 | 10 km    |
| H       | 7°06′S 19°12′E / -7.1, 19.2 | 8 km     |
| J       | 6°12′S 20°42′E / -6.2, 20.7 | 11 km    |
| K       | 6°30′S 20°48′E / -6.5, 20.8 | 7 km     |